# Joseph Darnand

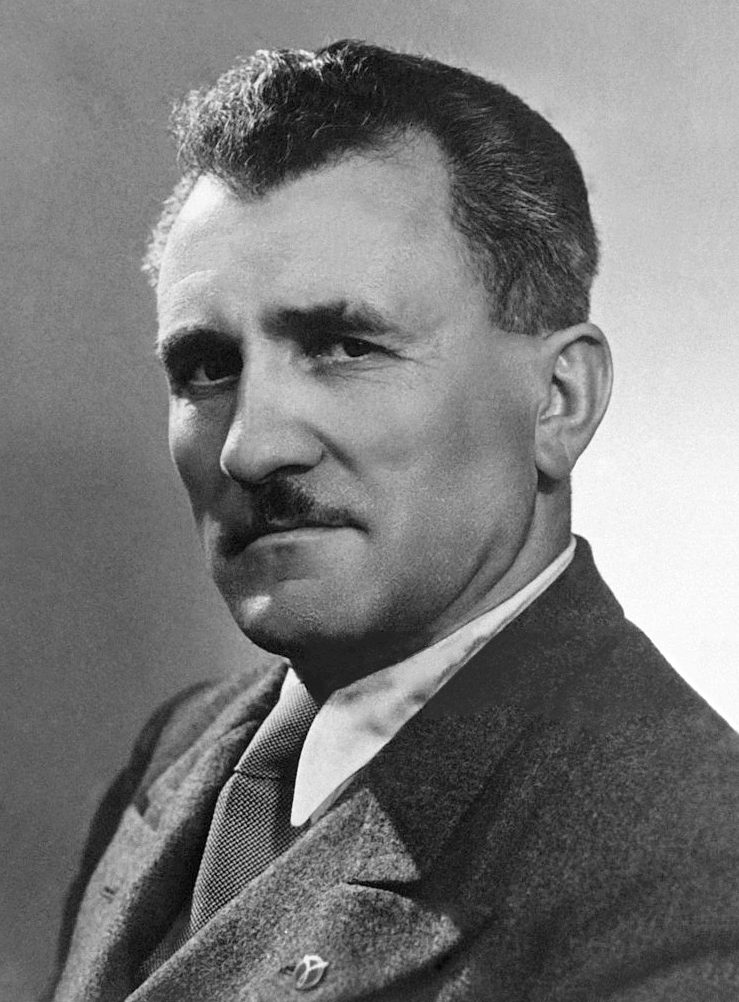
Joseph Darnand.

Joseph Darnand (Coligny, 19 maart 1897 - Parijs, 10 oktober 1945) was een Franse oorlogsmisdadiger. Hij was tevens politicus onder het Vichy-regime tijdens de Tweede Wereldoorlog.

## Levensloop
Op jonge leeftijd meldde Joseph Darnand zich - in 1914 - aan bij het Franse leger, toen de Eerste Wereldoorlog uitbrak. Voor zijn moed en inzet kreeg hij zeven eervolle vermeldingen.
Tijdens het interbellum woonde en werkte hij als meubelmaker in Nice, maar hij was daarnaast ook eigenaar van een klein transportbedrijf. Hij raakte politiek geïnteresseerd met een steeds sterkere voorkeur voor het fascisme. Hij stapte in 1936 over van de Action Française naar de Parti Populaire Français (PPF) van Jacques Doriot. Twee jaar later werd hij gearresteerd voor terroristische activiteiten als lid van La Cagoule.
Toen de Tweede Wereldoorlog uitbrak meldde hij zich weer aan als vrijwilliger en vocht aan de Maginotlinie. Hij werd er gevangengenomen, in juni 1940, maar ontsnapte en keerde terug naar Nice.
In juli 1941 richtte hij de extreemrechtse militaire groep Service d'Ordre Légionnaire (SOL) op. Deze organisatie steunde Philippe Pétain en de regering in Vichy. Verder bood de SOL aan om joden op te sporen in Frankrijk en het Franse verzet te bestrijden.

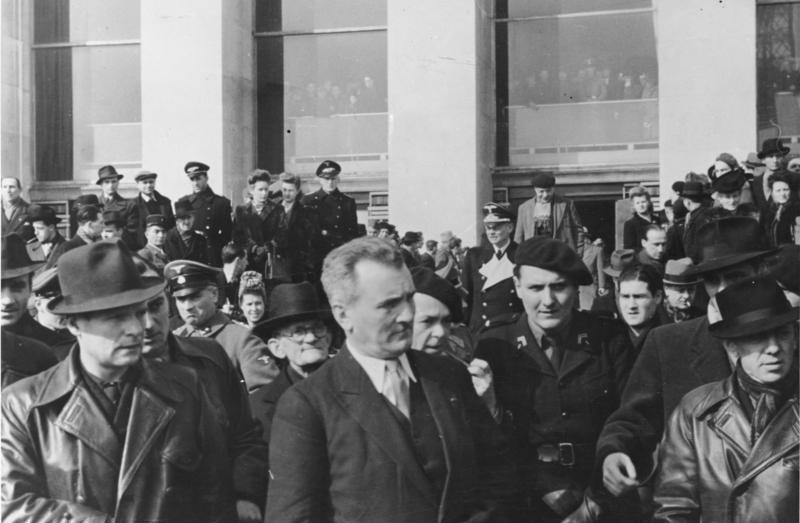
Darnand in Parijs, 1944

Op 30 januari 1943 werd de SOL omgezet in de militaire organisatie Milice, die werd erkend door de nazi's. De Milice werkte samen met de Duitsers bij de arrestatie en deportatie van joden. De Milice werd de geheime politie in Vichy-Frankrijk. 
Darnand sloot zich in oktober 1943 met tien andere leiders van de Milice aan bij de Waffen-SS en zwoer trouw aan Hitler. Hij kreeg de rang van Sturmbannführer. Op dat moment had de Milice al meer dan 35.000 leden.  
In december 1943 werden Darnand, Doriot en Marcel Déat op verzoek van Hitler opgenomen in de regering van Vichy. Darnand werd benoemd tot secretaris-generaal van openbare orde en hij werd hoofd van de politie in Vichy. En in januari 1944 werd hij secretaris van binnenlandse aangelegenheden en richtte hij speciale krijgsraden op om tegenstanders onmiddellijk te berechten. 
Na D-Day vluchtte Darnand naar Belfort en vervolgens naar Duitsland, waar hij lid werd van de regering van Philippe Pétain in ballingschap in Sigmaringen. Aan het einde van de oorlog nam hij nog deel aan acties tegen partizanen in Italië. 
Na de Tweede Wereldoorlog werd Darnand door de geallieerden gearresteerd in Italië. Op 3 oktober 1945 werd hij ter dood veroordeeld en hierbij werden ook zijn eerdere militaire onderscheiding en het Legioen van Eer geschrapt. Hij is op 10 oktober op 48-jarige leeftijd gefusilleerd.
- Bibliothèque nationale de France: cb11995231r (data)
- Gemeinsame Normdatei: 119521776
- International Standard Name Identifier: 0000 0000 7829 7925
- Library of Congress Control Number: n97051274
- Nationale Bibliotheek van Israël: 987009157123905171
- SNAC: w6pd58c9
- Système universitaire de documentation: 028035984
- Virtual International Authority File: 824101
- WorldCat: E39PBJjMvdr7vWkmKDhBtBpF8C